# Heilig-Geist-Kirche (Markgröningen)

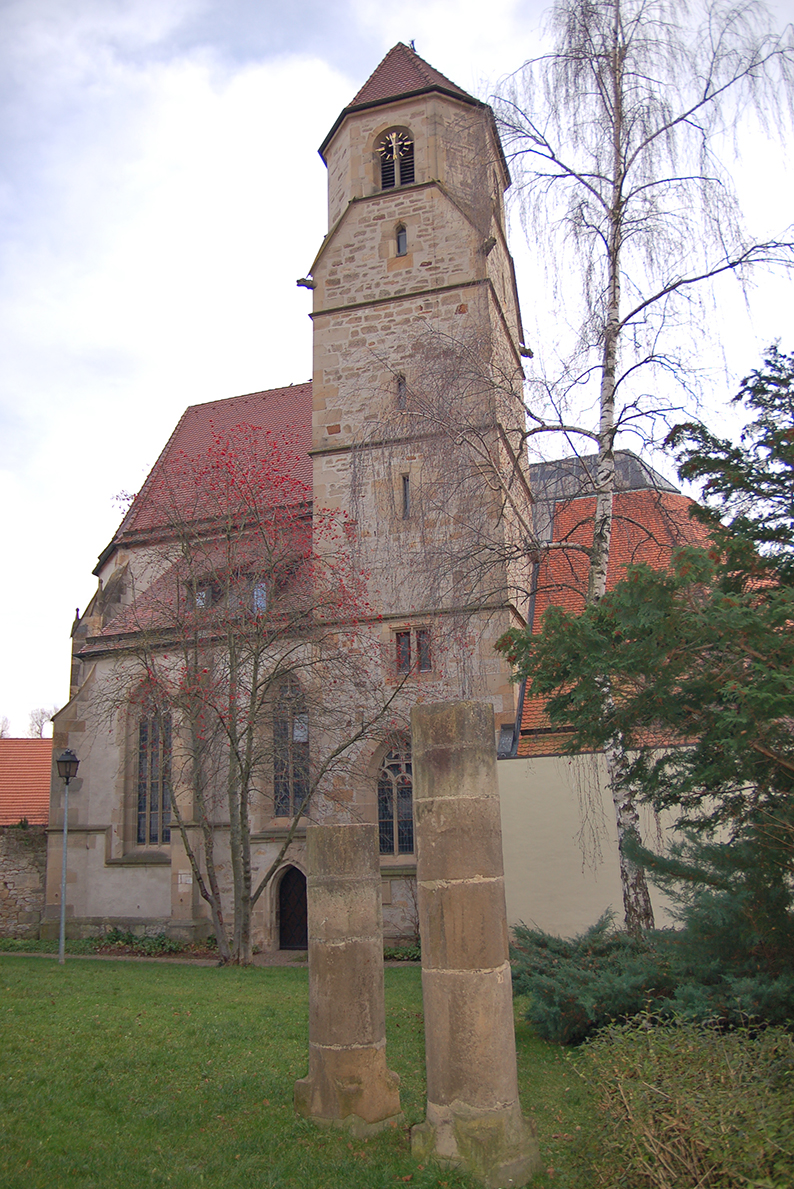
Heilig-Geist-Kirche in Markgröningen

Die römisch-katholische Heilig-Geist-Kirche steht in Markgröningen, einer Stadt im Landkreis Ludwigsburg von Baden-Württemberg. Sie war die Spitalkirche des Spitals. Das Bauwerk ist beim Landesamt für Denkmalpflege Baden-Württemberg als Baudenkmal eingetragen. Die Kirchengemeinde gehört zur Diözese Rottenburg-Stuttgart.

## Beschreibung

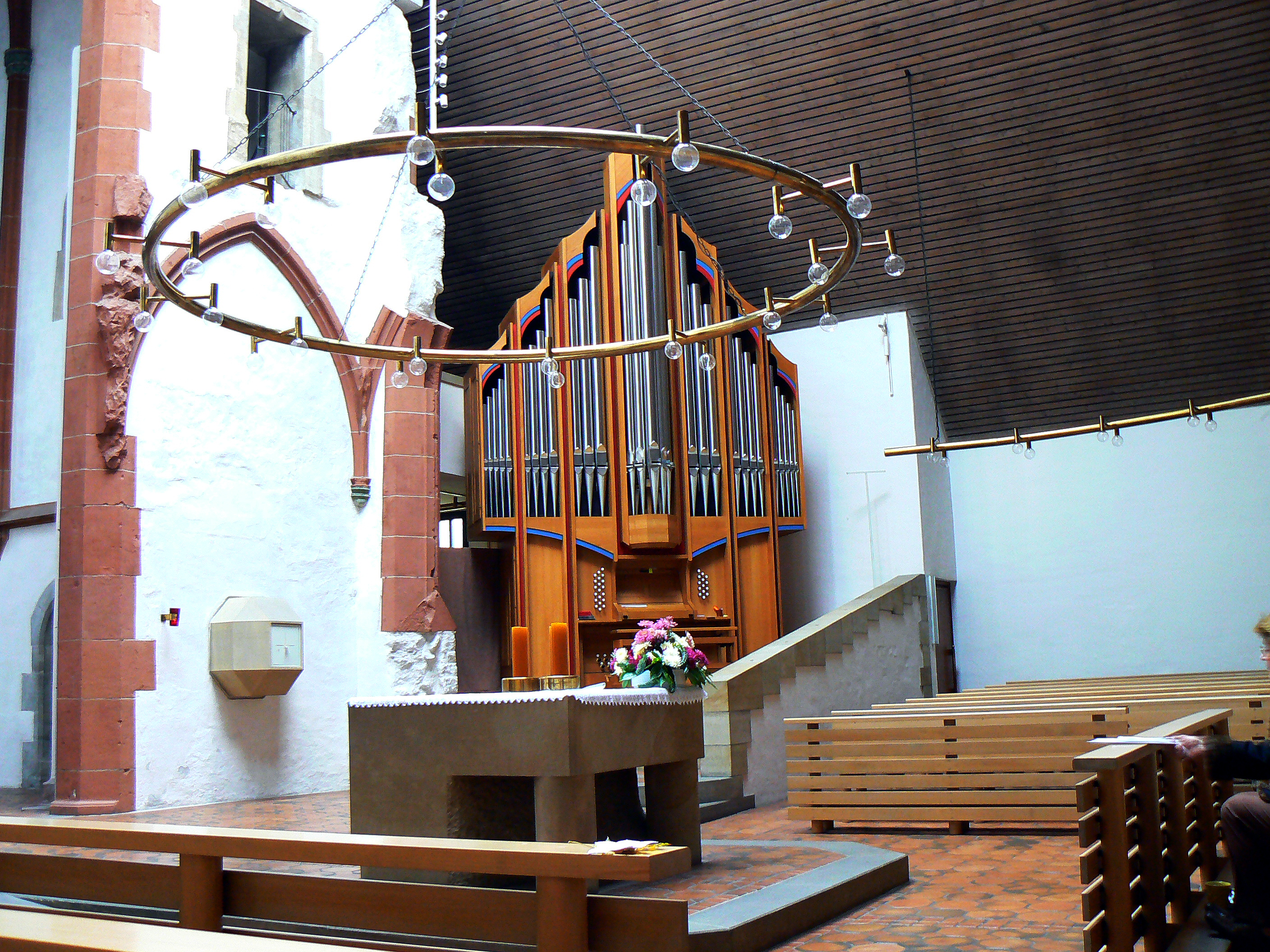
Altar und Orgel

Von der im zweiten Viertel des 14. Jahrhunderts erbauten Kirche ist nur der von Strebepfeilern gestützte Chor mit zwei Jochen mit Fünfachtelschluss im Osten des Langhauses, das nur noch in Resten zu erkennen ist, erhalten. Mit dem Bau des Chorflankenturms an der Nordwand des Chors wurde 1512 begonnen. Er ist in vier Geschosse durch Kaffgesimse unterteilt und geht in ein achteckiges Glockengeschoss über, das neben dem Glockenstuhl mit vier Kirchenglocken auch die Turmuhr beherbergt. Im Innenraum ist der mit einem Kreuzrippengewölbe überspannte Chor vom ehemaligen Langhaus durch einen Triumphbogen getrennt.
Die Orgel mit 27 Registerm wurde 2002 von Orgelbau Zeilhuber errichtet.